# Sociedad Kaiser Wilhelm

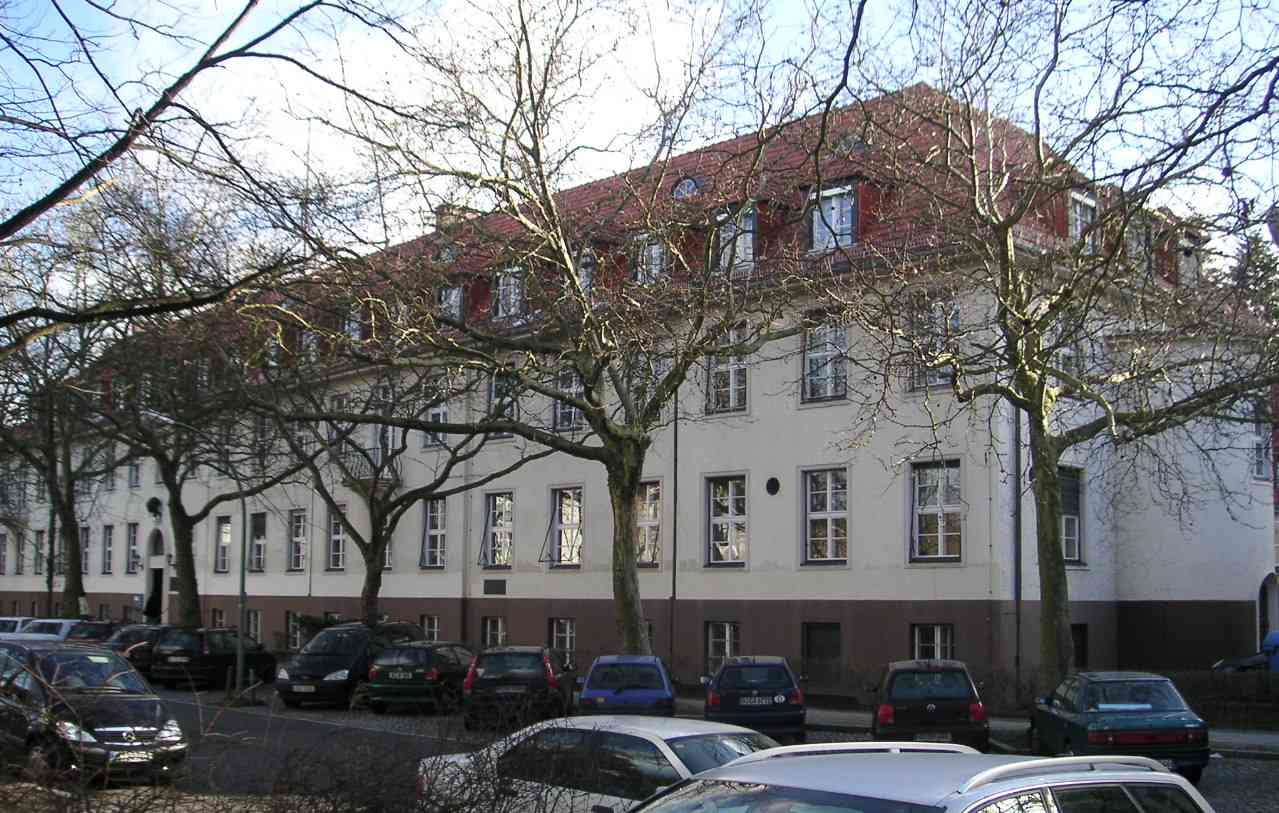
El instituto Otto Suhr para las Ciencias Políticas de la Universidad Libre de Berlín (Ubicado en el mismo lugar donde funcionó el KWI para la Antropología, raza y Eugenesia)

La Sociedad Kaiser Wilhelm   (Kaiser Wilhelm Gesellschaft KWG) fue el nombre de una sociedad que representaba un conjunto de instituciones (KWI) científicas de Alemania y que operaron como un bloque monolítico desde 1911 hasta 1945.   La sociedad fue disuelta ya finalizada la   Segunda Guerra Mundial en julio de 1946 por resolución de la Oficina del Gobierno Militar de los Estados Unidos   (OMGUS);  y en su lugar se fundó una sociedad equivalente,  el hoy reconocido   Sociedad Max Planck  entre 1946 y 1948 con su red de institutos (MPI).
Su primer director-fundador fue  Adolf von Harnack.   Esta sociedad produciría eminencias científicas y ganadores de Premios Nobel tales como  Albert Einstein, Max Planck, Otto Hahn (quien fue su último director) y otros, además de generar varios descubrimientos científicos que marcaron saltos cuantitativos en el conocimiento humano.

## Historia

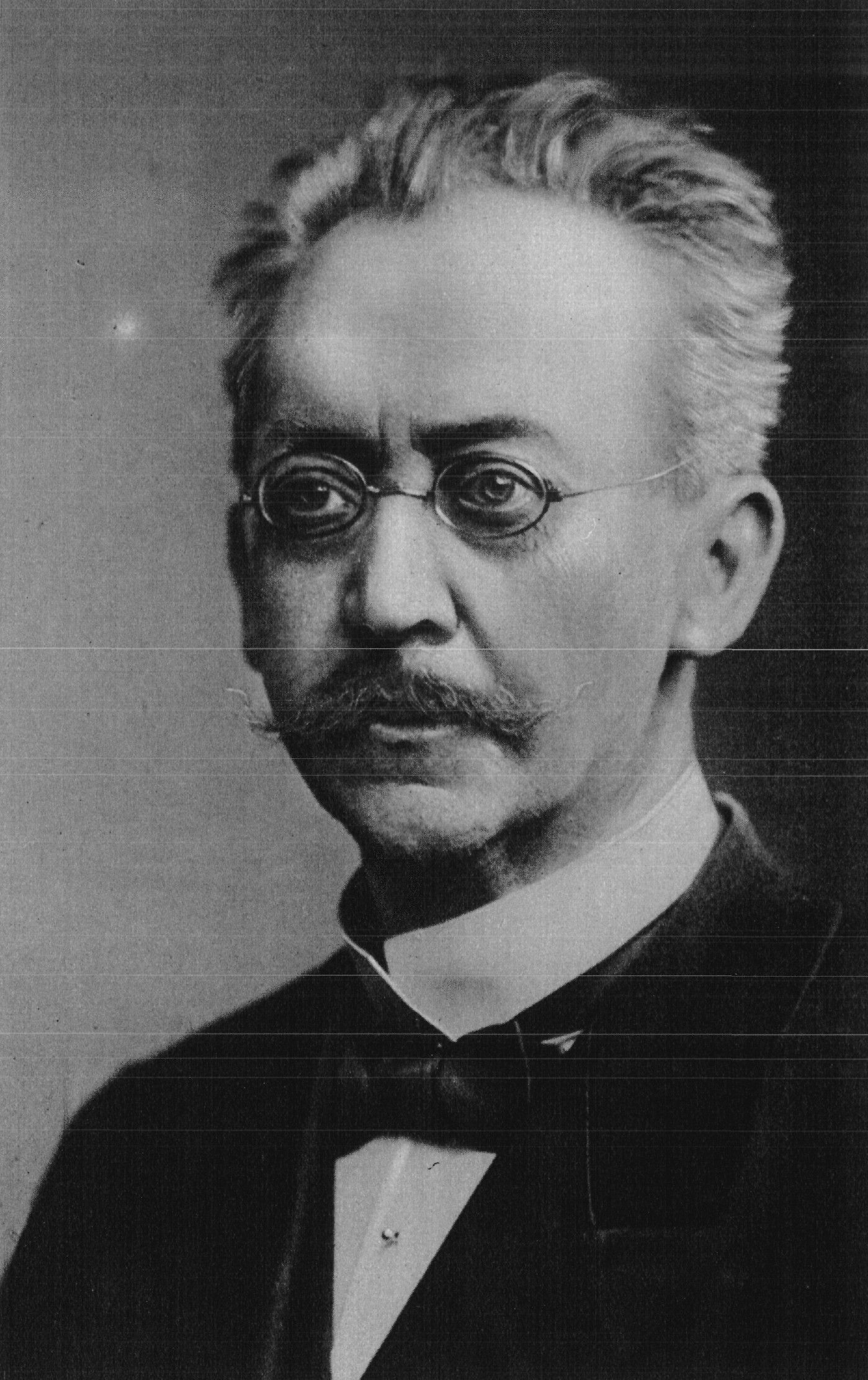
Adolf Harnack fundador- primer director del KWG

El KWG se fundó como una sociedad científica bajo el alero de la Universidad de Berlín en 1911. 
Los catedráticos germanos  Friedrich von Altoff,  Friedrich Schmidt-Ott y   Adolf von Harnack promovieron la iniciativa de fundar una sociedad cerrada que promoviese las ciencias naturales en la Alemania, esta sociedad llamada KWG   (Kaiser Wilhelm  Gesellschaft) cuyo nombre fue en honor al Kaiser  Guillermo II de Alemania tenía por objetivo mantener instituciones satélites independientes del Estado que se dedicaran a la investigación y ampliación del campo científico en cualquiera de sus ramas.
Estas entidades no fueron concebidas como centros de aprendizaje de alumnos universitarios;  sino del desarrollo y aplicación de los conocimientos de alumnos y científicos destacados.  Sus directores fueron destacados hombres de ciencia.
Bajo esta sociedad se fundaron sucesivamente desde 1911 instituciones que abarcaron todas las ramas del saber científico en Alemania abarcando desde la  entomología,  antropología,  química, física,  matemáticas,  agricultura, biología en todas sus especialidades, ornitología, e incluso las leyes.
Estas instituciones funcionaron con fondos privados y también aportes estatales e incluso con aportes de similares de Estados Unidos.

### Instituciones (KWI) relevantes y sus sucesores
| Instituto Kaiser Wilhelm (KWI) para:      |                 | |
| Rama                                      | Ubicación       | Observaciones                                                                                         |
| Química                                   | Dahlem, Berlín. | Fundado en 1911, actualmente es el MPI para la Química con el nombre Instituto Otto Hahn en Maguncia. |
| Química Física y Electroquímica           | Dahlem, Berlín. | Fundado en 1911, actualmente es el MPI con el nombre Instituto Fritz Haber.                           |
| Biología                                  | Berlín          | Fundado en 1912, actualmente es el MPI para la Biología.                                              |
| Física                                    | Berlín          | Fundado en 1917, actualmente es el MPI con el nombre Instituto Werner Heisenberg.                     |
| Medicina                                  | Heidelberg      | Fundado en 1929, actualmente es el MPI para las ciencias médicas.                                     |
| Antropología, herencia humana y Eugenesia | Berlín          | Fundado en 1927 por Alfred Ploetz, extinto en 1945.                                                   |
| Metales                                   | Neubabelsberg   | Fundado en 1921, actualmente es el MPI para la metalurgia localizado en Stuttgart.                    |
| Agronomía                                 | Müncheberg      | Fundado en 1929, actualmente es el MPI para las ciencias agrícolas localizado en Colonia.             |
| Fisiología celular                        | Berlín-Dahlem   | Fundado en 1929 por Otto Heinrich Warburg, actualmente es el MPI para el estudio de la célula.        |
| Derecho                                   | Berlín          | Fundado en 1929, actualmente es el MPI para el derecho público e internacional en Heidelberg.         |
| Del cerebro                               | Berlín          | Fundado en 1914 por Oskar Vogt, actualmente es el MPI para la investigación del cerebro.              |

## Influencia del Nazismo

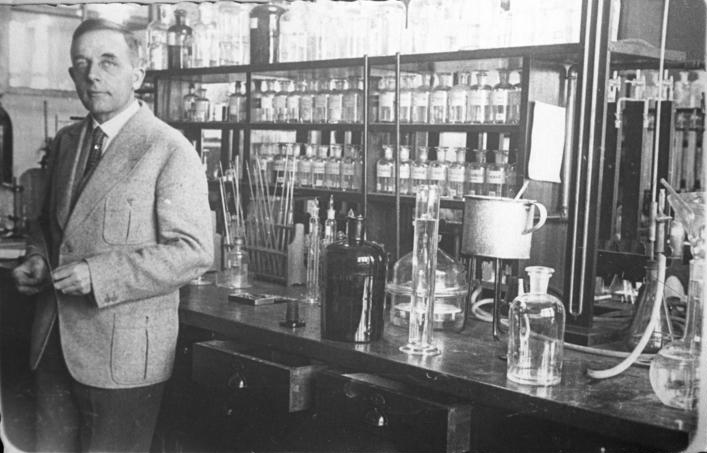
Otto Heinrich Warburg, director del KWI de Fisiología y Medicina en su laboratorio en (1931)

Uno de los científicos del KWI de Química que se destacó en la Primera Guerra Mundial fue Fritz Haber quien obtuvo el Premio Nobel en 1918; pero fue considerado y no sin razón como el Padre de la guerra química por el uso del gas cloro en el frente de batalla y posteriormente de la formulación del Zyklon B que los nazis darían un uso distinto en los campos de concentración.
Terminada la Gran Guerra,  el KWI operaba con poco financiamiento y bajo el alero de la universidad berlinesa, empezó lentamente a dar sus frutos principalmente en el campo de la física, bioquímica y la química produciendo luminarias como   Peter Debye,  Albert Einstein,  Otto Meyerhof,  Max Planck,  Fritz Haber,  Otto Hahn,  Walther Bothe alcanzando en el periodo de 1929-1932 su máxima expresión con figuras emergentes como como Richard Kuhn, Ludolf von Krehl, Karl W. Hausser quienes produjeron investigaciones relevantes en sus campos. Muchos científicos de raíces judías como   Albert Einstein y   Richard Willstätter por dar algunos ejemplos fueron parte de un grupo de 8 científicos judíos galardonados con el  Premio Nobel.
Con el advenimiento del nazismo en 1933, algunas entidades del KWG fueron influidos en sus objetivos bajo la ideología político racial imperante como por ejemplo, el KWI para la Antropología  el cual derivó hacía las ideas antisemitas influyendo notablemente a sus directores e investigadores, cambiando de nombre a Antropología, herencia humana y eugenesia uno de estos investigadores, Eugen Fischer realizó infames trabajos sobre troqueles raciales que determinaron la suerte que correrían miles de judíos de ascendencia germana.
Además, en el campo de la genética  Otmar von Verschuer y el famoso cirujano Ernst Ferdinand Sauerbruch influenciarían con sus estudios genétistas de la raza alemana marcadamente antisemita a personajes como Josef Mengele, quien realizó infames experimentos con gemelos en el campo de concentración de Auschwitz.  
Muchos científicos judíos como Einstein,  Fritz Haber,  Richard Willstätter y  Lise Meitner del KWG tuvieron que abandonar los territorios conquistados por Alemania y emigrar a los Estados Unidos con el recrudecimiento de la persecución judía por parte de los nazis.

## Segunda Guerra Mundial
En 1938, los químicos Otto Hahn y Fritz Strassmann realizaron trabajos de fisión nuclear con el elemento Uranio determinando la primera fisión nuclear realizada en un Laboratorio.  

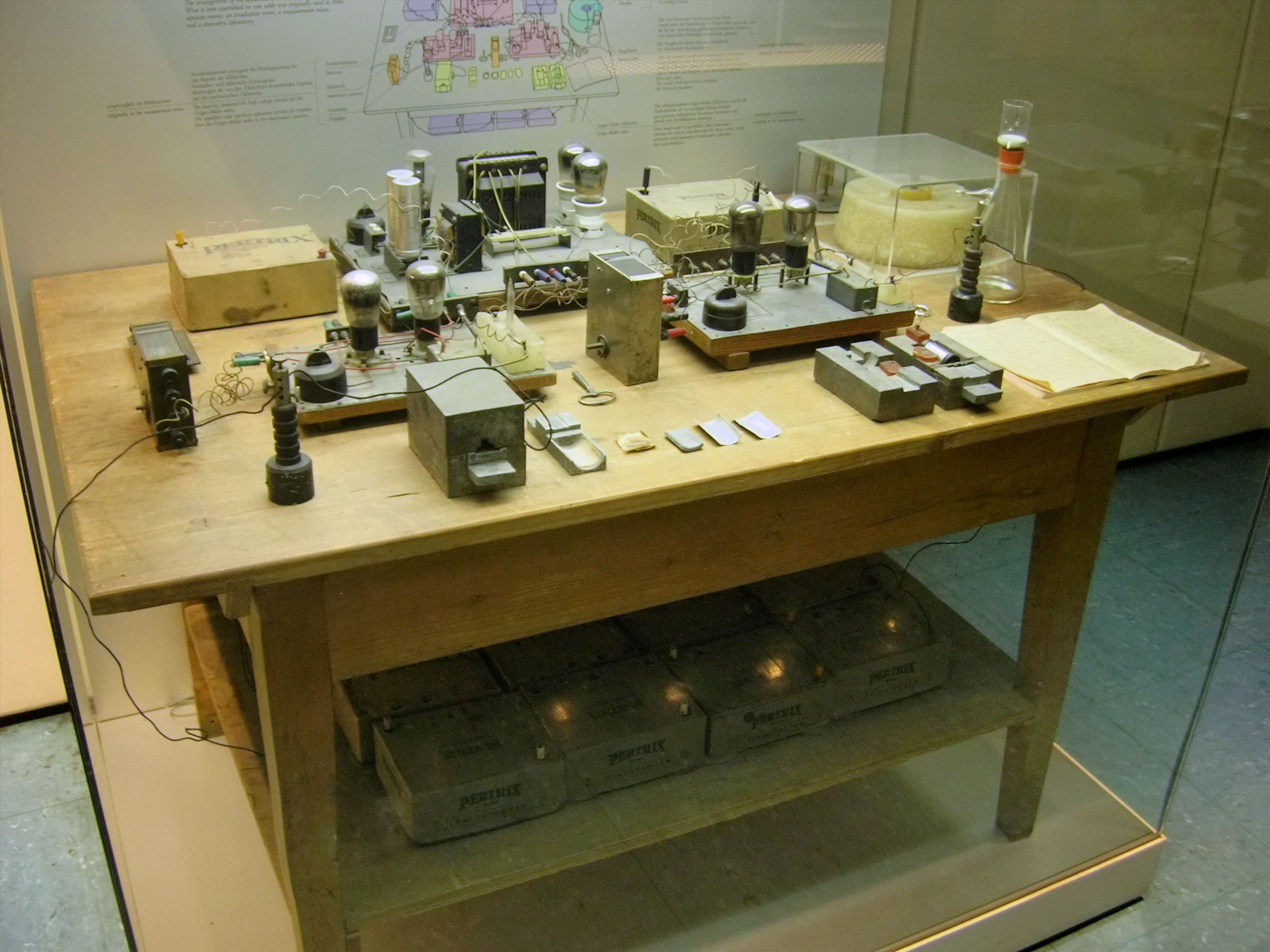
Aparato experimental de Fisión Nuclear de Otto Hahn en 1938 ubicado en el KWI de química.

Estos estudios con potenciales proyecciones militares fueron hechos llegar en 1942 a Albert Speer, ministro de armamento quien los hizo llegar a su vez a Hitler. De todos modos, el proyecto de Heisenberg adolecía de serios fallos en el cálculo de la masa crítica de Uranio y la falta de talento experimental que hizo que el único reactor nuclear construido en Alemania no proporcionara los datos experimentales cruciales para el desarrollo de un arma atómica.
Además muchos de  los médicos que actuaron en los campos de concentración realizando experimentos con prisioneros tuvieron estrecha relación con algunas de las entidades de las ciencias de la medicina del KWG. De este modo el nombre de la sociedad quedó infamada al ser ligada al nazismo.
Albert Vögler por entonces, presidente de la sociedad e involucrado en la producción de municiones para el ministerio de armamentos, se suicidó el 14 de abril de 1945 para evitar su captura por los Estados Unidos.

## Final de la sociedad y sucesión
Finalizada la Segunda Guerra Mundial, los aliados establecieron la estrecha colaboración del Instituto Kaiser Wilhelm con las atrocidades nazis, principalmente en los aspectos de los experimentos médicos en los campos de concentración.   
Asimismo, muchos de los científicos relevantes del KWG fueron trasladados secretamente a Estados Unidos bajo la Operación Epsilón sin mencionar que la guerra había dispersado las localizaciones de los KWI en toda Alemania.
La Oficina del Gobierno Militar de USA, decretaron el cierre y disolución de la sociedad Kaiser Wilhelm Institute Gesellschaft el 11 de abril de 1946. Para entonces, Max Planck estaba a cargo de la presidencia de la sociedad que duró hasta marzo de 1946.
No obstante, los británicos a cargo de la rama científica del OMGUS liderados por Howard Percy Robertson presionaron para que la sociedad científica alemana prevaleciera como fuente del saber humano convenciendo a los americanos de replantear el cierre de los KWI; la razón prevaleció;  pero la sociedad como tal feneció definitivamente el 11 de julio de 1945 acordando los americanos a reconsiderar la medida un año más tarde.
En efecto, en septiembre de 1946, en la zona británica de ocupación el Kaiser Wilhelm Institute renació de sus cenizas como la nueva sociedad Max Planck Institute Gesellschaft, a cargo de Otto Hahn y en febrero de 1948 en la zona americana y francesa respectivamente, se fundó la otra parte de la nueva entidad a cargo de Max von Laue y Walther Gerlach. Entidad científica de reconocido prestigio que existe en pleno vigor en el día de hoy.